# فلاویا ۲۵۸۸
سیارک ۲۵۸۸ (به انگلیسی: 2588 Flavia، نامگذاری:1981VQ) دو هزار و پانصد و هشتاد و هشتمین سیارک کشف شده‌است که در ۲ نوامبر ۱۹۸۱ کشف شد.
قدر مطلق سیارک برابر ۱۳٫۲۰ است.